# Phyllodesma alice
Phyllodesma alice är en fjärilsart som beskrevs av Volker John 1909. Phyllodesma alice ingår i släktet Phyllodesma och familjen ädelspinnare. Inga underarter finns listade i Catalogue of Life.